# Crockett County, Texas
Crockett County är ett administrativt område i delstaten Texas, USA, med 3 719 invånare (2010). Den administrativa huvudorten (county seat) är Ozona. 

## Geografi
Enligt United States Census Bureau har countyt en total area på 7 270 km². 7 270 km² av den arean är land och 0 km² är vatten. 

### Angränsande countyn
- Upton County - norr
- Reagan County - norr
- Irion County - nordost
- Schleicher County - öster
- Sutton County - öster
- Val Verde County - söder
- Terrell County - sydväst
- Pecos County - väster
- Crane County - nordväst